# Še
Še, Sche (Gerstenkorn) ist die ursprüngliche sumerische Bezeichnung eines Längenmaßes, das von den Babyloniern später auch als Zeiteinheit verwendet wurde. Ein „Še“ entspricht als Längenmaß etwa 0,31 cm. Sechs „Še“ ergaben mit etwa 1,85 cm die höhere präsargonische Einheit „Ubanu“.